# 常飞亚
常飞亚（1993年2月3日—），是一名中华人民共和国足球运动员，现效力于中国足球甲级联赛球队上海嘉定匯龍。

## 俱乐部生涯
2011年，常飞亚入选由广东全运队组成的广东青年参加中国足球乙级联赛，开始职业足球生涯。
2011年9月，他入选中国足协500.com星计划赴葡萄牙培训的名单， 但最终因故放弃。
2013年，他和王新辉被广州富力领队黎兵看中，全运会结束后进入了广州富力预备队。2013年12月，他进入一线队，并得到主教练埃里克森的高度评价。
2014年3月16日，他在2014赛季中超联赛第二轮广州富力主场0比0战平辽宁宏运的比赛第81分钟替补哈默德出场，首次在中场联赛亮相。